# Storena mathematica
Storena mathematica är en spindelart som beskrevs av Rudy Jocqué och Baehr 1992. Storena mathematica ingår i släktet Storena och familjen Zodariidae.
Artens utbredningsområde är Northern Territory, Australien. Inga underarter finns listade i Catalogue of Life.